# Sericania latisulcata
Sericania latisulcata är en skalbaggsart som beskrevs av Siuiti Murayama 1941. Sericania latisulcata ingår i släktet Sericania och familjen Melolonthidae. Inga underarter finns listade i Catalogue of Life.